# Il·luminació otomana

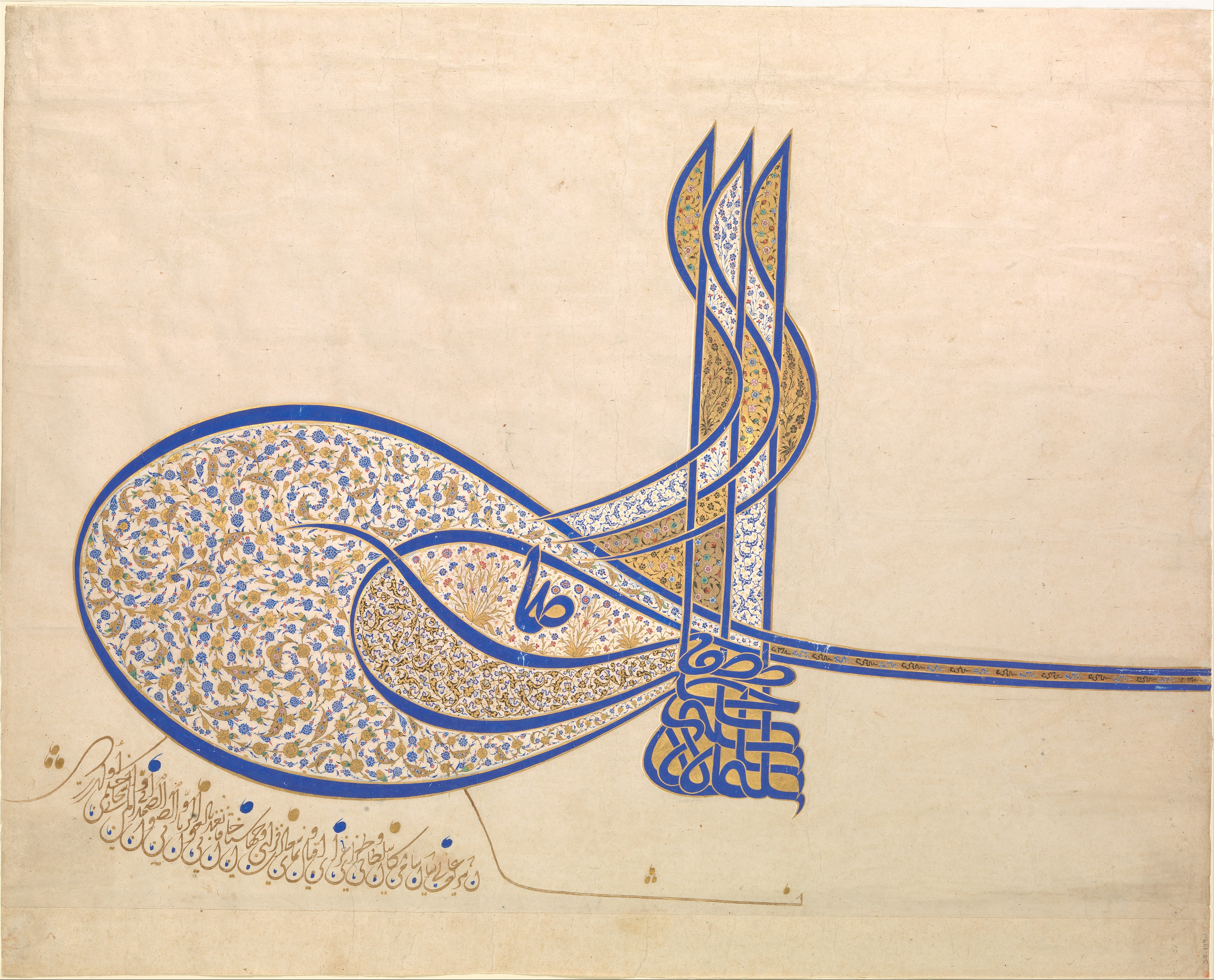
Tughra decorada del sultà Solimà el Magnífic (1520).

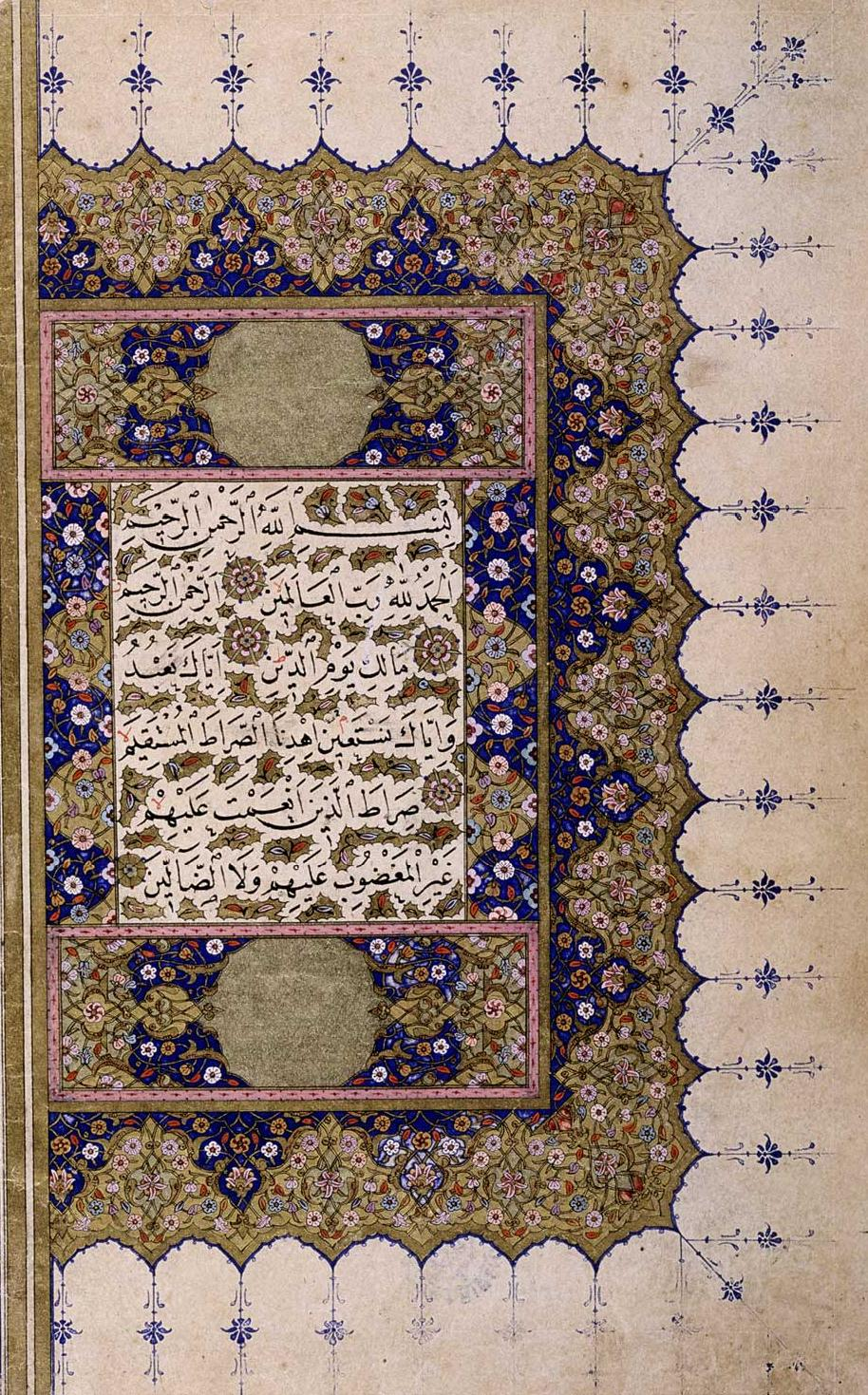
Pàgina d'un Alcorà del.

La il·luminació otomana o turca abasta l'art otomà no figuratiu pintat o dibuixat en llibres o en fulls solts recopilats en àlbums coneguts com a muraqqa, a diferència de les imatges de la miniatura otomana. En turc s'anomena tezhip, que significa «ornamentat amb or.» Era part de les arts del llibre otomà, juntament amb la miniatura otomana (taswir), cal·ligrafia (barret), cal·ligrafia islàmica, l'enquadernació (cilt) i el paper jaspiat (ebru). En l'Imperi Otomà, els manuscrits il·luminats van ser encarregats pel sultà o els administradors de la cort. En el Palau Topkapi, aquests manuscrits van ser creats pels artistes que treballen en Nakkashane, el taller dels artistes de la miniatura i la il·luminació. Es podien il·luminar tant llibres religiosos com no religiosos. També els fulls per a àlbums levha, que consistien en cal·ligrafia il·luminada (barret) de tughra, textos religiosos, versos de poemes o proverbis, i dibuixos purament decoratius.
Les il·luminacions es van fer al voltant del text com a marc, o dins del text en forma de triangle o rectangle. Hi podria haver unes quantes pàgines de tapís en el llibre amb composicions ornamentals que cobrien la pàgina sencera sense cap text adjunt. El motius consistien en Rumi, Saz Yolu, Penc, Hatai, roses, motius florals, fulles de palma, flors naturalistes, Munhani (motius acolorits amb formes de corbes), dracs, Simurgh (Fènix) Çintamani (motius Tama en llibre japonesos i xinesos d'arts).
En el segle xv, Ahmed b. Hacı Mahmut el-Aksarayi va ser un famós artista d'il·luminació que va crear un estil únic al llibre Divan-i Ahmedi el 1437, amb motius florals multicolors.
En el començament del segle xvi, les obres de Hasan b. Abdullah van ser original per la seva harmonia en els colors. A la segona meitat del segle, Bayram b. Dervish, Nakkaş Kara Mehmed Çelebi (Karamemi) va il·luminar llibres sobre literatura i història. Karamemi va plantejar una innovació a la tradició amb les seves ornaments florals naturalistes.
L'art de la il·luminació del segle xvii va ser diferent dels segles anteriors a causa del major ús dels colors. Hâfiz Osman (1642–1698), va inventar el format cal·ligràfic de la hilye, o el text que descriu l'aparença de Mahoma, que es guardava en àlbums o s'emmarcava en imatges penjades a la pared. La crisi econòmica i social va afectar la vida cultural, i es van produir menys manuscrits en aquest període en relació amb el passat.
Al segle xviii, es van introduir nous motius ornamentals. Els dissenys florals van ser tridimensionals i naturalistes, tot i incorporant les influències de l'art occidental. Ali el-Üsküdari va reutilitzar l'estil Saz,que va ser introduït per pintor Shahkulu en el segle xvii. Es van seguir els estils del Barroc i Rococó que reflectirien la influència de l'occidentalització de la cultura otomana. Després de canvis socials i econòmics a mitjans del segle xviii, es produirien canvis en la vida cultural de l'imperi otomà. La impremta finalment es va fer extensiva durant el segle xix. La demanda de manuscrits il·luminats es va reduir, i la majoria d'artistes van passar a produir làmines per imprimir.
El segle xix va ser un període amb una gran varietat d'estils. Els etils barroc i rococó europeus van ser coneguts i adoptats pels artistes d'il·luminació otomans. Ahmed Efendi, Ali Ragip, Rashid, Ahmed Ataullah van ser els artistes mes famosos del moment. La introducció de la impremta, pintures sobre tela, i la fotografia no va tenir tantes influències externes com va esdevenir en el cas de la pintura en miniatura otomana. Això es va produir pel fet que tant els artistes com les elits governants dins Imperi Otomà es van mostrar ansiosos per continuar amb la tradició de d'il·luminar textos religiosos, que no només eren llibres (com els Alcorà il·luminats) però també com a ceràmiques per adornar i santificar les seves cases i espais de treball. En el segle xx, després de la fi de l'Imperi d'Otomà, la intel·lectualitat de la República turca recentment nascuda, va estar sota la influència de l'estètica i art occidentals. Les Arts de Llibre otomanes no eren especialment valorades com a tals, sinó que es consideraven com una tradició del passat. Després de la Reforma d'Alfabet el 1925 es van abolir els caràcters otomans-àrabs i es va adoptar l'alfabet llatí pels ciutadans de la república turca. La cal·ligrafia otomana esdevindria inintel·ligible per la nova generació turca. En la mesura que l'art de la il·luminació turca compartí destí comú amb la cal·ligrafia otomana des del començament de la seva història, ambdues arts van passar per un període de crisi.. Però també hi hi havia intel·lectuals conservadors que van valorar totes les arts del llibre otomà, com a disciplines artístiques que havien de mantenir-se vives i transmeses a les futures generacions. Suheyl Unver, Rikkat Kunt, Muhsin Demironat, Ismail Hakki Altunbezer, i Feyzullah Dayigil van ser alguns dels intel·lectuals que van tenir un paper important en la continuació de la tradició de l'art d'il·luminació turca. Amb la fundació de secció d'Arts decoratives turques dins de l'Acadèmia de Belles Arts, es van educar a les noves generacions d'artistes d'il·luminació.
Avui en dia, hi ha molts artistes en el camp d'il·luminació. Alguns d'ells són Çiçek Derman, Gülnur Duran, Şahin İnalöz, Cahide Keskiner, Ülker Erke, Melek Anter i Münevver Üçer (tots ells dones).